# Test for Echo
Test for Echo (en español: Prueba de Eco) es el título del decimosexto álbum de la banda de rock canadiense Rush. Fue publicado el 10 de septiembre de 1996. Fue certificado con la categoría disco de oro en ventas el 23 de octubre de 1996 y ese año alcanzó el quinto lugar en la lista de popularidad "Billboard 200" de Estados Unidos. 
Peter Collins, quien ya había trabajado con la banda en los álbumes "Power Windows" (1985), "Hold Your Fire" (1987) y "Counterparts" (1993), fue el coproductor de este álbum. En la carátula se puede ver un Inukshuk sobre un paisaje nevado; una estampa típica del norte de Canadá, país de origen de la banda.

## Estilo
En Test for Echo se evoluciona en sonido desde el álbum anterior ("Counterparts"): el sonido del sintetizador es casi imperceptible, mientras que las canciones se apoyan fuertemente en la base rítmica, aunque con un enriquecimiento en las melodías, principalmente por parte del bajo (especialmente en Driven). Half the World es un gran apoyo comercial para la difusión del álbum, tanto en radio como en televisión, con una guitarra haciendo el trabajo tanto rítmico como melódico simultáneamente, a la perfección. Limbo es una excelente pieza instrumental (Test for Echo es el tercer álbum consecutivo en incluir un tema instrumental) donde los músicos dejan fluir elementos de jazz, por última vez en estudio.
Líricamente, los temas son diversos, aunque ya previamente explorados por Neil Peart: libertad de conciencia (Driven), necesidad de convivencia (Half the World), superstición (Totem), y actualidad mundial (en Virtuality se toca el tema de la computación y el ciberespacio).

## Canciones
1. "Test for Echo" (5:55)
2. "Driven" (4:27)
3. "Half the World" (3:42)
4. "The Color of Right" (4:48)
5. "Time and Motion" (5:01)
6. "Totem" (4:58)
7. "Dog Years" (4:55)
8. "Virtuality" (5:43)
9. "Resist" (4:23)
10. "Limbo" (instrumental) (5:28)
11. "Carve Away the Stone" (4:05)

## Músicos
- Geddy Lee - Voz, Bajo y Sintetizadores
- Alex Lifeson - Guitarra eléctrica y acústica, mandolina
- Neil Peart - Batería, percusión y salterio

- Datos: Q632873